# Samarium(II)jodide
Samarium(II)jodide (ook wel het Kagan-reagens genoemd) is het samariumzout van waterstofjodide, met als brutoformule SmI2. De stof komt voor als een donkergroene tot zwarte kristallijne vaste stof, die matig oplosbaar is in tetrahydrofuraan. Daarmee vormt het een donkerblauw adduct, dat commercieel wordt verhandeld. Een oplossing in water is lichtrood gekleurd, doordat samarium gehydrateerd wordt. Samen met ytterbium(II)jodide wordt het bij organische syntheses ingezet.

## Synthese
Samarium(II)jodide kan onrechtstreeks worden bereid door een reactie van samarium met di-jood, waarbij in eerste instantie samarium(III)jodide wordt gevormd:
{\displaystyle \mathrm {2\ Sm\ +\ 3\ I_{2}\ \longrightarrow \ 2\ SmI_{3}} }
Dit samarium(III)jodide kan gereduceerd worden met waterstofgas of een overmaat samarium:
{\displaystyle \mathrm {2\ SmI_{3}\ +\ H_{2}\ \longrightarrow \ 2\ SmI_{2}\ +\ 2\ HI} }
{\displaystyle \mathrm {2\ SmI_{3}\ +\ Sm\ \longrightarrow \ 3\ SmI_{2}} }
Een alternatieve methode, die meestal in het laboratorium wordt toegepast, is de reactie van metallisch samarium met 1,2-di-joodethaan in THF:
{\displaystyle \mathrm {Sm\ +\ ICH_{2}CH_{2}I\ {\xrightarrow[{}]{THF}}\ SmI_{2}\ +\ C_{2}H_{4}} }

## Toepassingen
Samarium(II)jodide is een belangrijk reagens in de organische chemie en wordt gebruikt bij koppelingsreacties, zoals de Barbier-reactie, waarbij een keton en een alkyljodide gekoppeld worden tot een tertiair alcohol:
{\displaystyle \mathrm {R_{1}I\ +\ R_{2}C({=}O)R_{3}\ {\xrightarrow[{}]{SmI_{2}}}\ R_{1}R_{2}C(OH)R_{3}} }
Meestal wordt gebruikgemaakt van een katalytische hoeveelheid nikkel(II)jodide.